# Vojtěch Štursa
Vojtěch Štursa (* 3. August 1995 in Březina) ist ein ehemaliger tschechischer Skispringer. Er startete für Dukla Liberec.

## Werdegang
Die internationale Karriere von Vojtěch Štursa begann im Rahmen von zwei Wettbewerben des FIS-Cups am 8. und 9. Januar 2010 in Harrachov, bei denen er die Plätze 57 und 51 belegte. Im Laufe der nächsten Jahre folgten regelmäßig weitere Teilnahmen. Seine beste Platzierung im FIS-Cup bisher waren vier vierte Plätze im August 2011 in Szczyrk, im Januar 2015 zweimal in Zakopane sowie im Januar 2018 erneut in Zakopane.
Im Februar 2011 nahm Štursa erstmals am Europäischen Olympischen Winter-Jugendfestival in Liberec teil. Hier erreichte er Rang 31 im Einzel- und Rang sieben im Teamwettbewerb mit der tschechischen Jugendmannschaft.
Des Weiteren debütierte Štursa am 29. und 30. Januar 2011 im Skisprung-Continental-Cup mit seiner Teilnahme an zwei Wettbewerben in Bischofshofen, bei denen er die Plätze 56 und 60 belegte. Auch im Continental Cup folgen seitdem regelmäßige Teilnahmen. Sein bestes Ergebnis war hierbei ein sechster Platz in Kuopio am 21. August 2016.
Im Dezember 2011 erfolgte schließlich in Lillehammer sein Debüt im Skisprung-Weltcup. Nachdem er sich am 2. Dezember erstmals als 36. in der Qualifikation für ein Einzelspringen qualifizieren konnte, beendete er dieses am darauffolgenden Tag als Vorletzter auf dem 49. Platz. Ende Februar 2012 nahm Štursa außerdem erstmals an den Nordischen Junioren-Skiweltmeisterschaften im türkischen Erzurum teil und erreichte hierbei Platz 40 im Einzel- und Platz elf im Teamwettbewerb. Ein Jahr später nahm er erneut im Januar 2013 an der Junioren-Ski-WM 2013 in Liberec teil und verbesserte sich hier auf Platz 16 im Einzel- und Platz neun im Teamwettbewerb.
Im Februar 2013 erfolgte schließlich in Oberstdorf nach erfolgreicher Qualifikation seine zweite Teilnahme am Skisprung-Weltcup. Nachdem er sich am 15. Februar als 39. des ersten Durchgangs jedoch nicht für den zweiten Durchgang des Einzelspringens qualifizieren konnte, startete er zwei Tage später mit der tschechischen Mannschaft im Teamwettbewerb und belegte hierbei den siebten Platz. Weitere Versuche, den finalen Durchgang des Weltcups und damit Weltcuppunkte zu erreichen, scheiterten.
Ein Jahr später nahm Štursa an den Nordischen Junioren-Skiweltmeisterschaften 2014 in Val di Fiemme teil und erreichte hier Rang 48 im Einzel- und Rang zehn im Teamwettbewerb. Bei den Nordischen Junioren-Skiweltmeisterschaften 2015 in Almaty belegte Štursa Anfang Februar 2015 Platz 34 im Einzel- und Platz neun im Mannschaftsspringen.
Am 11. September 2016 erreichte er mit einem dritten Rang in Tschaikowski seine erste Podestplatzierung im Skisprung-Grand-Prix. In der Gesamtwertung des Skisprung-Grand-Prix 2016 belegte Štursa am Ende mit 96 Punkten den 23. Platz. Im darauffolgenden Winter gelang es ihm am 25. November 2011 in Ruka zum ersten Mal, den Finaldurchgang im Weltcup zu erreichen und holte als 30. seinen ersten Weltcuppunkt. Während der Saison erreichte er noch weitere Male den Finaldurchgang und er erzielte dabei auch zwei Top-Ten-Platzierungen. Sein bestes Einzelergebnis war Platz acht in Engelberg am 18. Dezember 2016. Zudem wurde er viermal in Mannschaftsspringen eingesetzt. Mit 88 Punkten beendete er den Gesamtweltcup als 36.
In der Saison 2017/18 konnte Štursa nicht an die Leistungen des Vorjahres anknüpfen. Während des Sommer-Grand-Prix scheiterte er mehrfach schon in der Qualifikation oder er verpasste den Finaldurchgang im Wettbewerb. Er erreichte nur in Tschaikowski mit Platz 28 die besten 30. In der Weltcup-Saison 2017/18 konnte er im Dezember in Nischni Tagil mit Platz 28 erneut Weltcuppunkte holen. Dies blieb jedoch bis zm Saisonende seine einzige Finalteilnahme. Bei den Olympischen Winterspielen in Pyeongchang gehörte er zum fünfköpfigen tschechischen Aufgebot und wurde für zwei von drei Wettbewerben nominiert. Beim Einzelwettbewerb auf der Normalschanze scheiterte er als 53. in der Qualifikation und im Mannschaftswettbewerb auf der Großschanze verpasste er mit dem Team als Zehnter den Finaldurchgang.
Ende Juni 2021 gab Štursa sein Karriereende bekannt.

## Statistik

### Weltcup-Platzierungen
| Saison  | Platz | Punkte |
| ------- | ----- | ------ |
| 2016/17 | 36.   | 88     |
| 2017/18 | 68.   | 03     |

### Grand-Prix-Platzierungen
| Saison | Platz | Punkte |
| ------ | ----- | ------ |
| 2016   | 23.   | 96     |
| 2017   | 85.   | 03     |
| 2019   | 51.   | 23     |